# TKTS

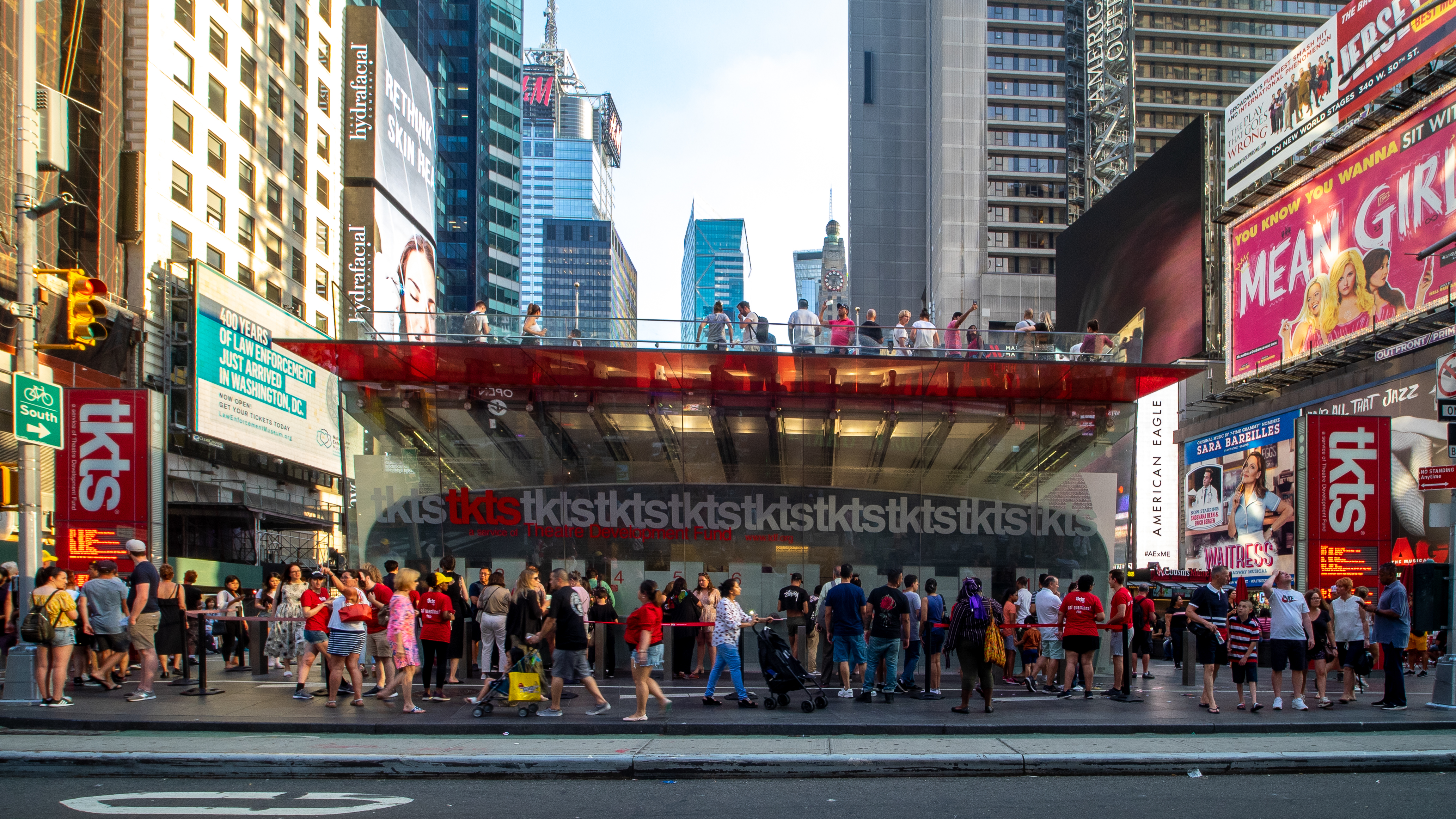
47丁目 (マンハッタン)にあるチケット売り場

TKTSはアメリカ・ニューヨークとイギリス・ロンドンで演劇・コンサート・イベントなどのチケットを最大半額で販売するディスカウントプレイガイド。

## 概要
TKTSは1973年、シアター・ディベロップメント・ファンドが設置し、ニューヨークには4ヶ所あり、タイムズスクエア、リンカーン・センター、サウスストリートシーポート（2001年のアメリカ同時多発テロ事件でWTC崩壊伴い移転）に店舗がある。ブロードウェイやオフ・ブロードウェイ公演の販売が1日最大7000枚売れるという。
イギリスのロンドンはロンドン劇場協会がレスター・スクウェアに1980年に設置。主にウェスト・エンド・シアター公演の販売が中心である。
日本ではカンフェティを発行しているロングランプランニングが2019年8月にシアター・ディベロップメント・ファンドの承諾を得て一号店を渋谷ヒカリエにオープンした。